# Emetocatartico
Gli emetocatartici sono dei farmaci usati per stimolare simultaneamente vomito e defecazione.

## Descrizione
Questi farmaci sono usati contro l'avvelenamento accidentale per facilitare la purificazione del corpo dai tossici.
Infatti il termine unisce emetici e catartici: i primi farmaci hanno la funzione di provocare l'emesi tramite l'irritazione della mucosa gastrica e uno stimolo diretto,i secondi di stimolare l'evacuazione intestinale drasticamente e sono più conosciuti come purghe.
Questo effetto si ottiene con rimedi naturali (alcuni generi di euphorbia e funghi, olio di ricino...)
Da ricordare che questi rimedi sono in loro tossici, il mancato effetto (che sarebbe quello di indurre l'espulsione) causa conseguenze serie come miopatia e letargia.
Vengono usati nella medicina d'urgenza, ma comunque controindicati poiché indurre emesi espone l'esofago e le vie respiratorie al veleno, perciò causare spesso la morte soprattutto se si tratta di sostanze caustiche ammoniaca, ipoclorito di sodio, acido fosforico, acido cloridrico e idrossido di sodio.
Da ricordare che gli stessi succhi gastrici contengono acido cloridrico che in caso di emesi prolungata potrebbe provocare esofagiti e persino rottura dell'esofago. Altre complicanze sono:asfissia e polmonite da aspirazione (polmonite ab ingesti).